# Cuentos desde el Reino Peligroso
Cuentos desde el Reino Peligroso es una antología que recopila algunas de las obras menos conocidas del escritor inglés J. R. R. Tolkien. Publicada en 1997 por HarperCollins sin ilustraciones, fue publicada de nuevo como edición expandida en 2008, con las ilustraciones de Alan Lee, ilustrador ya de varias obras de Tolkien. La edición de 2008 incluye también una introducción de Thomas Shippey.
En 2010 HarperCollins publicó Cuentos desde el Reino Peligroso como audiolibro, leído por el actor Derek Jacobi.